# Хаветофтлоит
Хаветофтлоит (њем. Havetoftloit) општина је у њемачкој савезној држави Шлезвиг-Холштајн. Једно је од 134 општинска средишта округа Шлезвиг-Фленсбург. Према процјени из 2010. у општини је живјело 946 становника. Посједује регионалну шифру (AGS) 1059038.

## Географски и демографски подаци
Хаветофтлоит се налази у савезној држави Шлезвиг-Холштајн у округу Шлезвиг-Фленсбург. Општина се налази на надморској висини од 43 метра. Површина општине износи 14,9 km². У самом мјесту је, према процјени из 2010. године, живјело 946 становника. Просјечна густина становништва износи 64 становника/km².